# Beasain
Beasain é um município da Espanha na província de Guipúzcoa, comunidade autónoma do País Basco, de área 30,02 km² com população de 12.932 habitantes (2007) e densidade populacional de 430,78 hab./km².

## Demografia
| Variação demográfica do município entre 1991 e 2004 | Variação demográfica do município entre 1991 e 2004 | Variação demográfica do município entre 1991 e 2004 | Variação demográfica do município entre 1991 e 2004 |
| --------------------------------------------------- | --------------------------------------------------- | --------------------------------------------------- | --------------------------------------------------- |
| 1991                                                | 1996                                                | 2001                                                | 2004                                                |
| 12322                                               | 12331                                               | 12108                                               | 12442                                               |